# خوان ألفارادو مارين
خوان ألفارادو مارين (بالإسبانية: Juan Alvarado Marin)‏ هو لاعب كرة قدم مكسيكي، ولد في 27 ديسمبر 1948 في Zamora Municipality, Michoacán ‏ في المكسيك. لعب مع نادي أونيفرسيداد ناسيونال ونادي بويبلا.

## وصلات خارجية
- خوان ألفارادو مارين على موقع ناشيونال فوتبول تيمز (الإنجليزية)
- خوان ألفارادو مارين على موقع عالم كرة القدم.نت (الإنجليزية)